# Преображенське (Шаранський район)
Преображе́нське (рос. Преображенское, башк. Преображенский) — присілок у складі Шаранського району Башкортостану, Росія. Входить до складу Дмитрієво-Полянської сільської ради.
Населення — 55 осіб (2010; 62 у 2002).
Національний склад:
- росіяни — 84 %